# Volker Kier
Volker Kier (* 2. März 1941 in Belgrad; † 16. Juni 2023) war ein österreichischer Politiker (LIF).
Nach der Matura studierte Volker Kier Mathematik, Zeitgeschichte, Rechtswissenschaft und Publizistik. Bereits während des Studiums engagierte er sich im Ring Freiheitlicher Studenten.
Im Rahmen des Atterseekreises, einer Vereinigung liberal gesinnter Studenten im Vorfeld der FPÖ, die bei deutschnational gesinnten Parteifunktionären umstritten war, erarbeitete er gemeinsam mit Friedhelm Frischenschlager und Heide Schmidt Konzepte, wie man die FPÖ zu einer liberalen Partei machen könnte. Mit der Wahl Jörg Haiders zum FPÖ-Obmann trat Kier 1986 aus der FPÖ aus. Von 1994 bis 1999 war er Abgeordneter für das Liberale Forum im Parlament und bekleidete zuletzt die Funktion des Klubobfrau-Stellvertreters.
Kier beriet zuletzt Unternehmen und lehrte an der Karl-Franzens-Universität Graz.